# لورانس غرانت
لورانس غرانت (بالإنجليزية: Lawrence Grant)‏ هو ممثل بريطاني، ولد في 30 أكتوبر 1870 في المملكة المتحدة، وتوفي في 19 فبراير 1952 في الولايات المتحدة.

## أعمال

### أفلام
- (1932) قطار شنغهاي
- (1933) الموكب
- (1935) الملاك الداكن
- (1935) ريشة في قبعتها
- (1935) قصة مدينتين
- (1937) اعتراف
- (1937) الأفق المفقود
- (1939) ابن فرانكنشتاين
- (1939) الشمس لا تغيب
- (1939) نينوتشكا
- (1941) دكتور جيكل ومستر هايد
- (1942) شبح فرانكشتاين

## وصلات خارجية
- لورانس غرانت على موقع IMDb (الإنجليزية)
- لورانس غرانت على موقع ألو سيني (الفرنسية)
- لورانس غرانت على موقع أول موفي (الإنجليزية)
- لورانس غرانت على موقع قاعدة بيانات برودواي على الإنترنت (الإنجليزية)
- لورانس غرانت على موقع قاعدة بيانات الأفلام السويدية (السويدية)
- لورانس غرانت على موقع إن إن دي بي (الإنجليزية)
- لورانس غرانت على موقع قاعدة بيانات الفيلم (الإنجليزية)
- لورانس غرانت على موقع كينوبويسك (الروسية)